# Pena
Una pena, in diritto, indica una sanzione predisposta per la violazione di un precetto penale comminata secondo il diritto penale. È erogata dall'autorità giudiziaria, con le forme e le garanzie previste dalla legge.

## Descrizione
Caratteristica essenziale è l'afflittività; consiste cioè nella privazione o diminuzione di un bene individuale (vita, incolumità, libertà, rispettabilità, proprietà).
Secondo il principio giuridico di determinatezza, la pena deve essere comprensibile a tal punto di fare capire a tutti i soggetti quali sono i comportamenti leciti e quali sono quelli illeciti. Vi deve essere una proporzione tra pena e delitto, la pena non può essere sproporzionata rispetto al delitto commesso, in base al principio di proporzionalità.

### Concezione
Le teorie principali al riguardo sono la
- teoria della retribuzione:[12] secondo la quale la pena è un valore positivo che trova in se stessa la sua ragione e giustificazione.[13] Essa è il corrispettivo del male commesso verso l'ordinamento sociale e viene applicata a causa del reato commesso, quasi come corrispettivo di esso.[14]
- teoria dell'emenda:[15] secondo essa la pena è protesa verso la redenzione morale e il ravvedimento spirituale del reo.[16]
- teoria della prevenzione:[17] la minaccia e la visibile concreta applicazione di sanzioni afflittive ha un potere dissuasivo verso chi fosse tentato di commettere un reato o una qualsiasi violazione della legge fornita di sanzione (vale quindi anche per le sanzioni amministrative, che comportano solo il pagamento di una somma di denaro).[18]

Le tre teorie convivono in dottrina: la funzione della pena è infatti considerata triplice dalla dottrina maggioritaria.

### I principi e la funzione
I principi giuridici fondamentali che regolano la sua disciplina in un moderno Stato di diritto sono:
- il principio di personalità: la pena è personalissima e colpisce solo l'autore del reato;[20]
- il principio di legalità, che in sede penale si specifica in riserva di legge (la pena non può essere comminata da fonti sublegislative), tassatività-determinatezza (divieto di interpretazione analogica sfavorevole al reo) e favor rei (divieto di applicazione retroattiva sfavorevole al reo e, viceversa, applicazione retroattiva della medesima laddove favorevole);[21]
- il principio di inderogabilità: una volta minacciata la pena deve essere applicata all'autore della violazione (ma vi sono deroghe con l'introduzione delle liberazioni condizionali e del perdono giudiziale);[22]
- il principio di proporzionalità: la pena deve essere proporzionata al reato.

La pena può svolgere varie funzioni: una funzione meramente retributiva (o assoluta), una funzione di prevenzione generale e una funzione di prevenzione speciale:
- Secondo la teoria meramente retributiva, la sanzione penale deve servire a punire il colpevole per il male provocato dalla sua azione illecita: l'idea retributiva implica il concetto di personalità, di determinatezza, di proporzionalità e di inderogabilità della pena medesima.
- Secondo la teoria della prevenzione generale, la pena ha la funzione di eliminare o attenuare le verosimili cause della criminalità mediante attività di carattere legislativo, amministrativo, sociale e culturale; rivolte a tutti i consociati, rendendo i cittadini partecipi convinti dei valori sociali su cui si fonda una determinata comunità e la sua legge penale.
- Secondo la teoria della prevenzione speciale, la pena svolge un compito intimidatorio volto alla dissuasione del singolo (condannato) dal commettere nuovi reati e, contemporaneamente, compiti rieducativi e correttivi che le varie modalità di esecuzione (misure alternative, sostitutive, accessorie) dispiegano sui condannati.

La prevenzione speciale si divide in:
- prevenzione speciale post delictum: mira ad evitare che colui, che ha già commesso un reato, ne commetta altri;
- prevenzione speciale ante delictum: mira ad evitare che il soggetto, in ragione della sua concreta pericolosità, cada nel delitto;
- prevenzione speciale sociale: insieme di attività di controllo, assistenza, solidarietà sociale, volte a favorire il reinserimento sociale del soggetto rimesso in libertà.

### Presupposti per l'applicazione
Presupposti per la sua applicazione:
- Presenza di un ordinamento giuridico positivo;
- Presenza di precetti penali;
- Possibilità di identificare certe condotte come meritevoli di una specifica sanzione.

L'irrogazione e l'applicazione della pena è competenza dall'autorità giudiziaria previo espletamento di un regolare processo nei confronti di colui che violi un comando o un divieto della legge.

## Nel mondo

### Italia
I principi giuridici fondamentali che regolano la pena e la sua applicazione sono stabiliti dall'ordinamento. Costituiscono deroga a tale principio l'aumento facoltativo di pena previsto per i recidivi, l'art. 133 c.p. impone al giudice di tener conto, nell'applicazione della pena, anche della capacità criminale del reo. Si distinguono in:
- pena principale: quelle inflitte dal giudice con la sentenza penale di condanna; sono
  - per i delitti: pene detentive come l'ergastolo, la reclusione, o pene pecuniarie come la multa;
  - per le contravvenzioni: l'arresto (pena detentiva) e l'ammenda (pena pecuniaria);
  - tra le pene principali rientrano anche la permanenza domiciliare e il lavoro sostitutivo irrogabili dal giudice di pace.
- pena accessoria: le pene dotate di complementarità astratta alle pene principali che possono solo accompagnare ma a cui non si possono sostituire (ad esempio, l'interdizione dai pubblici uffici o dall'esercizio di una professione).
- le pene principali possono essere convertite in pene di altro tipo (pene alternative) dalla Magistratura di sorveglianza in relazione alle finalità di rieducazione e risocializzazione del reo.

Dal 1º gennaio 2023 anche la detenzione domiciliare (in precedenza concedibile solo dalla Magistratura di sorveglianza) viene ascritta tra le pene principali (e quindi irrogabile direttamente dal giudice penale come condanna), ai sensi dell'art. 20-bis c.p. (introdotto con decreto-legge 10 ottobre 2022, n. 150).
Si ha estinzione della pena quando non si verifica l'effettiva realizzazione della medesima. Sono cause di estinzione della pena:
- la morte del reo dopo la condanna definitiva;
- la grazia;
- l'indulto, comportante anche un'eventuale estinzione parziale;
- la prescrizione della pena;
- la liberazione condizionale, estinzione subordinata all'avverarsi di condizioni o rispetto di prescrizioni;
- la riabilitazione;

Ai fini della riabilitazione, la pena deve essere stata interamente eseguita, oppure estinta, e da quel momento devono essere trascorsi almeno 3 anni prima che possa essere concessa la riabilitazione. Salvo che la legge non disponga altrimenti l'effetto estintivo non concerne la pena principale ma solo le pene accessorie e gli effetti penali. La sua funzione è il reinserimento sociale del condannato, e può essere concessa solo su richiesta di quest'ultimo; è inoltre necessario che il condannato abbia dato prove effettive e costanti di buona condotta. La riabilitazione non è concessa quando al condannato sia stata disposta una misura di sicurezza o quando non abbia adempiuto alle obbligazioni civili del reato. Può essere revocata quando il soggetto commetta delitto non colposo entro 5 anni dalla sentenza di riabilitazione.